# Любсторф
Любсторф (нем. Lübstorf) — община в Германии, в земле Мекленбург-Передняя Померания.
Входит в состав района Северо-Западный Мекленбург. Подчиняется управлению Лютцов-Любсторф. Население составляет 1475 человек (на 31 декабря 2010 года). Занимает площадь 43,66 км².

## Ссылки

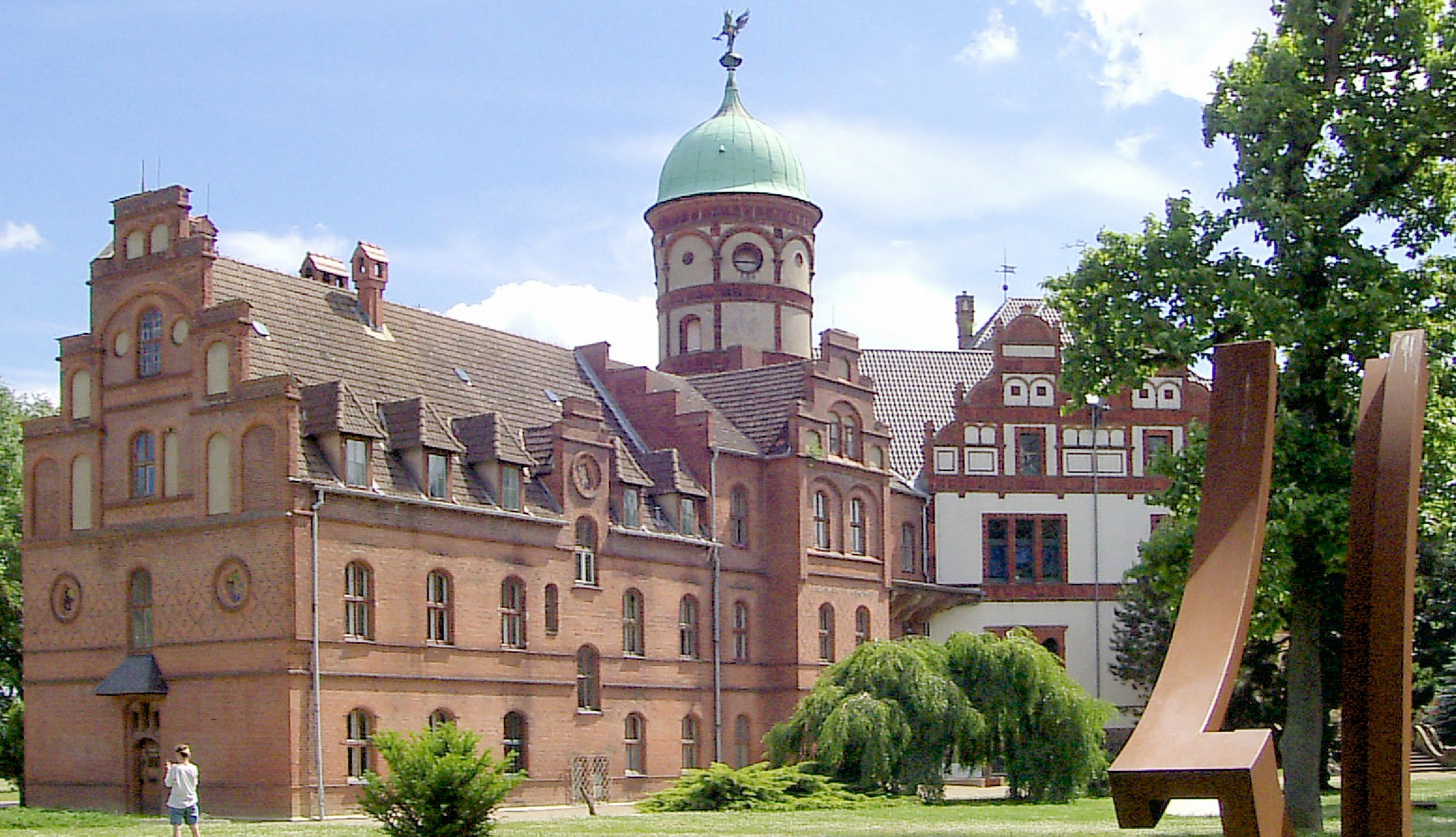
Замок